# 想想孩子吧
想想孩子吧（Think of the children、What about the children?）是修辞技巧中形成的套话，字面上指涉及儿童人权，而在辩论中属于逻辑谬误诉诸情感中的一种，即訴諸憐憫。